# Фрам, полярният мечок
„Фрам, полярният мечок“ (на румънски: Fram, ursul polar) е детски художествен роман на румънския писател Чезар Петреску, публикуван през 1932 г.

## Сюжет
За последен път в този град мис Елиан се появява на арената на цирк „Струтки“ заедно с 12-те бенгалски тигъра, а след това и Фрам, полярната мечка. Зрителите са дълбоко впечатлени. Фрам, Бялата мечка влиза без укротител и прави номерата си без водач. Но точно на прощалната вечер Фрам спира да се появява. Зрителите са много недоволни. По-късно Фрам излиза на сцената, но без да изпълнява нищо. След малко на четири крака той тръгва към клетката си.
Две деца посещават менажерията на цирк „Струтки“. Фрам седи неподвижен в килера, затворен, въпреки че не е агресивен. Той мечтае за отдавна отминалите си детски дни, преди да бъде взет от ескимоси и продаден в цирка. Спомня си пещерата, в която се е родил, и мечката, майка му, с която е пътувал. На един остров мечката надушва непознат, мъж и куче, преди да бъде застреляна. Оттам Фрам се озовава на кораб, където морякът Ларс го кръщава на прочутия кораб на Фритьоф Нансен, с който Ларс е прекосил полярните земи (което означава „преди“ на норвежки). Фрам се продава за десет бутилки ром и скоро стига до цирка. Изминават седем години, откакто мечокът копнее за полярните ледове.
Бивш ловец, запален по изучаването на мечки, убеждава директора на цирка да изпрати Фрам обратно на полюса. Той не иска, за да не загуби пари, но по-късно разбира, че може да спечели от представления в полза на Фрам.
Пристигайки на полюса, Фрам, нетърпелив, бързо изчезва между ледовете. Животът на полюса е малко по-труден, отколкото би си представил. Тъй като няма кой да се грижи за него, той трябва да се оправя сам.
Инстинктивно се насочва към брега. Вижда няколко тюлена, но спомняйки си за тюленовата трупа в цирка „Струцки“, не може да ги нападне. Пристигайки на друг остров, той намира животински следи и тръгва по следите на полярна мечка. Когато я среща, тя скача да се бие, но Фрам използва движенията, научени в цирка, за да я победи и изплаши. Натъжен, Фрам разбира, че други същества също са бягали от него, смятайки го за враг. Постепенно Фрам се научава да се крие от виелицата.
Фрам среща мечка и две малки и се опитва да бъде приятелски настроен към тях в своя цирков стил, но безуспешно. Той се среща и с други мечки, които са ужасени от това как една от техните собствени роднини прави салта, стъпки на валс, балансира на главата и ходи с предни лапи. Те незабавно изоставят храната си и бягат. „Нещо мистериозно и зло, непонятно го отдели от дивите бели мечки.“ И така Фрам продължава да пътува през ледовете, срещайки вражда и страх от полярните мечки.
Както преди е копнеел да се върне на полюса, сега Фрам не го оставя мисълта за хората. Отчаян от виелицата и самотата, той крачи несъзнателно по ледените късове. Другите мечки, изглежда, са изчезнали. Изведнъж на пътя му се изпречва мече. Майка му е убита от друга полярна мечка, а малкото бяга ранено. То отвежда Фрам и той тръгва по следите на мечката убиец. Лесно го намира и го разбива с ледените си зъби.
Мечето също получава име: Згайбаричи. С обоняние, по-добро от това на Фрам, то намира „склада“ на битата мечка: два замръзнали моржа. Там двамата спират, докато отмине полярната нощ. Те също така срещат мечката убиец на майката, която е отслабнала, защото Фрам е избил някои от зъбите ѝ и тя вече не е толкова силна, колкото преди. Фрам потегля с мечето. След известно време малкото се втурва обратно и захапва врата на мечката, за да отмъсти на майка си.
Фрам възобновява навика си да преследва полярни мечки, изяждайки дивеча им. Един ден той намира малкото си протеже да практикува триковете му и решава да го напусне, за да може то да стане нормална мечка.
Фрам отново се носи безцелно, без да очаква нищо добро. Неговата лодка спира на място, където ескимоско дете е ловило риба. Фрам се опитеа да го примами с всичко, което знае от цирка, но детето е ужасено. Ескимосът мисли, че е омагьосана мечка, и му показва своите играчки, като го моли да ги превърне в истински оръжия. Разочарован от неспособността на Фрам да превърне играчките му, ескимосът иска да го застреля, но Фрам хваща стрелите в полет и чупи оръжията му, след което го напуска. Никой от ескимосите не вярва на историята на Нанук за омагьосаната мечка.
Ото и Егон, двама мъже на кораба, довел Фрам, губят кучетата и шейните си, когато леден блок се разцепва. Останали живи, двамата нямат провизии, оръжия и са на 48 часа път от колибата си. Те попадат в ледена буря и замръзват, когато Фрам ги намира. Разпознавайки ги по миризмата им, той ги топли с козината си и след това ги води до своето убежище, където има тюленово месо. Ловците се връщат с Фрам в колибата си. Когато корабът пристига, Фрам се качва сам в лодката, като иска да бъде взет и той.

## Илюстрации от Николае Тоница
- Глава 3
- Глава 5
- Глава 7
- Глава 12
- Глава 15

## Филмова адаптация
През 1983 г. романът е адаптиран в сериал Fram от шест епизода, режисиран от Елизабета Бостан. Главните роли се изпълняват от Виолета Андрей, Октавиан Котеску, Кармен Галин и Адриан Вилку.
За разлика от книгата, в поредицата събитията се развиват в навечерието на 1900 година. Циркът идва в града и се представят членовете на семейство Маркулеску, салтимбанци.

## Преводи на други езици
- на френски: Fram, l'ours polaire, публикувана[2] през 1959 г., преведена от Люс Видал и илюстрирана от Анри Димпре, колекция Nouvelle bibliothèque rose, издателство Hachette Jeunesse; към 2024 г. книгата почти не е в обращение.
- на немски: Fram, der Eisbär, първо издание през 1960 г., издател Jugendverlag – Букурещ, ASIN B002Z2SNK0.
- на немски: Fram, der Eisbär, с илюстрации на Дан Унгуреану и превод на Мария Херло, твърди корици, 2023, издателство WaRo-Verlag Хайлдерберг, ISBN 978-3-938344-48-4.

## На български език
- Петреску, Чезар. Фрам, полярният мечок.   София, Народна младеж, 1955. с. 182.
- Петреску, Чезар. Фрам, полярният мечок.   София, Народна младеж, 1958. с. 182.
- Петреску, Чезар. Фрам, полярният мечок.   София, Народна младеж, 1980. с. 194.